# دلتا الدانوب

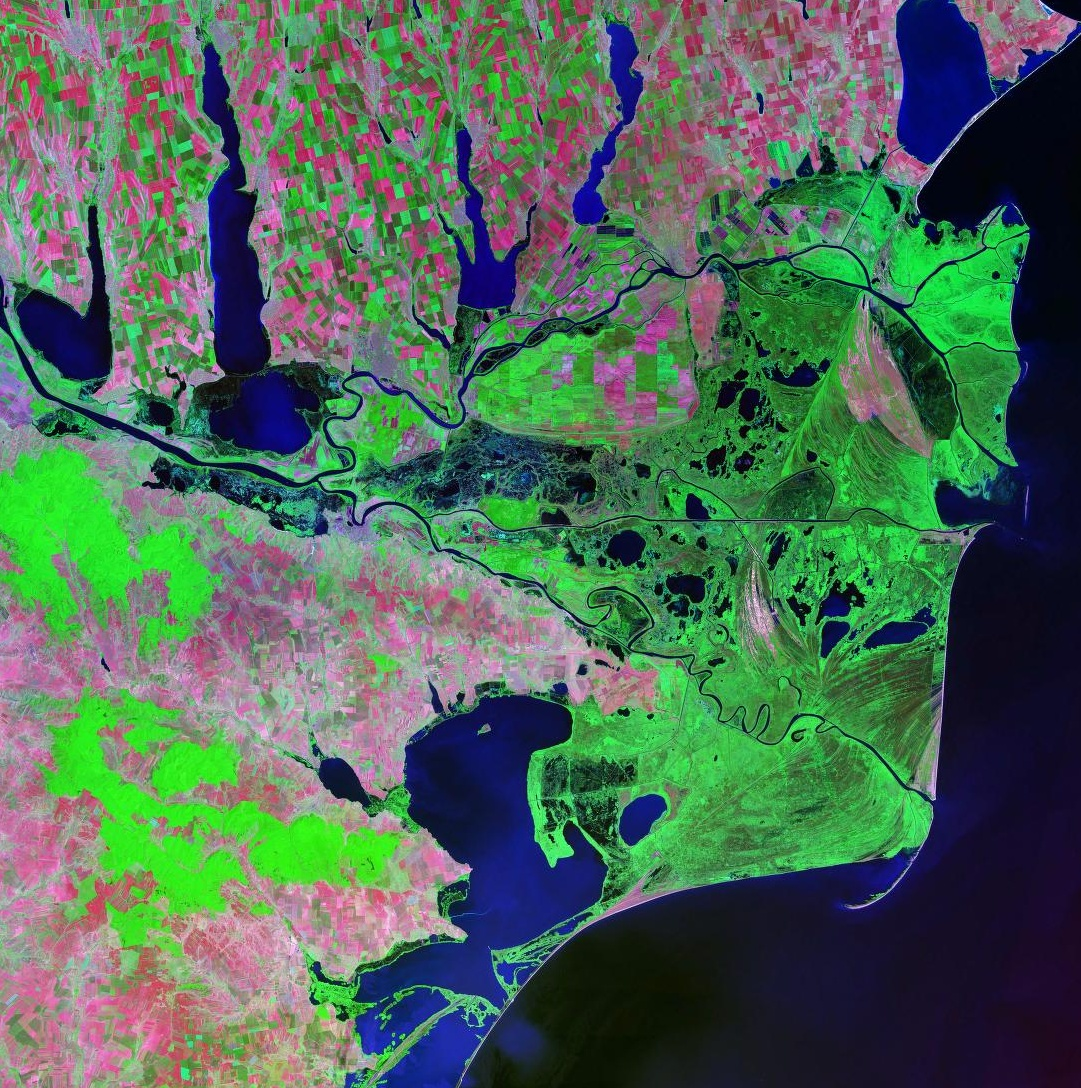
منطقة دلتا الدانوب عبر الأقمار الصناعية

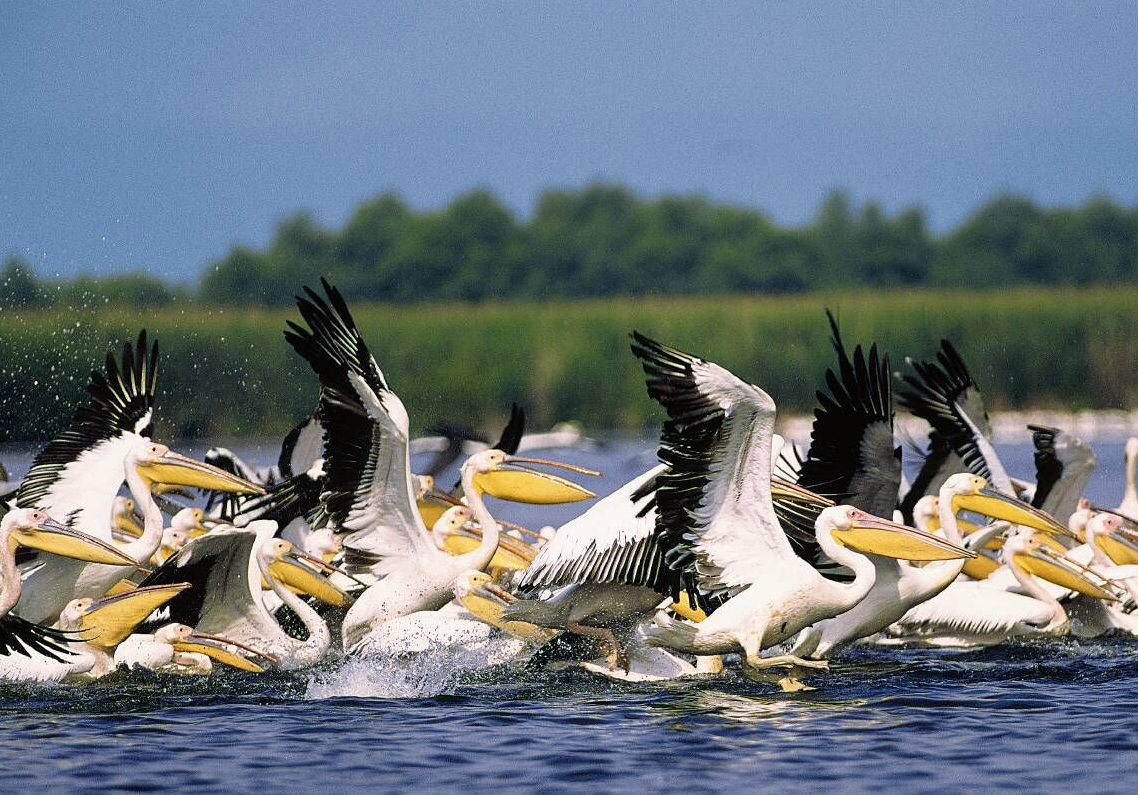
طيور البجع في الدلتا

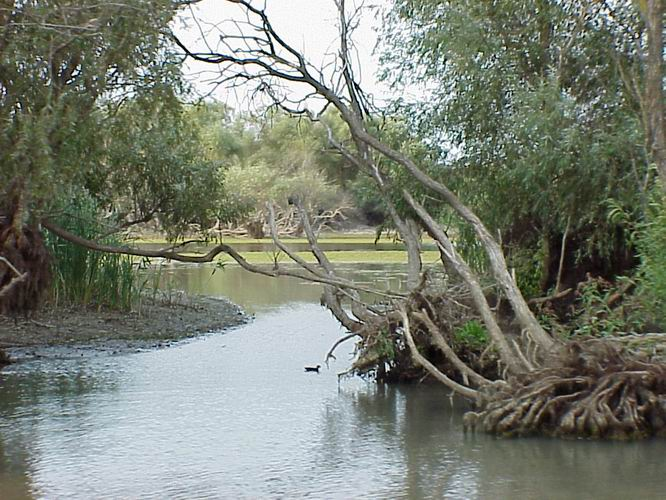
تعليق

منطقة دلتا الدانوب، مساحتها (3446 كم مربع)، تقع معظمها في رومانيا ضمن إقليم دبروجة، وجزء في أوكرانيا، تعدّ أكبر منطقة دلتا نهرية في أوروبا وأكثرها محفوظة بيئياً، تتشكل من تفرع نهر الدانوب قبل أن يصب في البحر الأسود ، تقع ضمن حماية منظمة اليونيسكو منذ عام 1991.

## جغرافياً
تتشكل من تفرع نهر الدانوب إلى أكثر من فرع مثل فرع كيليا، تولتشا، سفنتو جيورجي، وسولينا. حيث فرع كيليا يشكل الحدود شمالا بين رومانيا وأوكرانيا بطول 104 كم (60% من مياه النهر تمر به)، وفرع سولينا يمر في وسط الدلتا بطول 71 كم (18% من مياه النهر) ، أما فرع سفنتو جيورجي يقع جنوبي شرقي الدلتا بطول 112 كم (22% من مياه النهر) ويحوي عدة جزر نهرية.
فرع سولينا هو الأصلح للملاحة النهرية.

## بيئياً
تعدّ منطقة نهر الدانوب محمية طبيعية حيث تعتبر موطن العديد من الطيور والأسماك وحيث تتضمن أكثر من 320 صنف من الطيور وأكثر من 45 صنف سمكي، حيث تهاجر الطيور إلى هذه المنطقة للتكاثر من العديد من المناطق حول العالم (أوروبا، أسيا، أفريقيا، حوض البحر المتوسط، ...).
تعدّ أيضاً موطن مهم للنباتات النهرية خاصة الطحالب والأعشاب.

## مناخ
مناخ دلتا الدانوب قاري، مع تأثيرات قوية من محيط البحر الأسود وبيئة البرمائيات السائدة. إنها أكثر مناطق رومانيا إشراقًا وجفافًا. متوسط درجة الحرارة السنوية هو 11 درجة مئوية (-1 درجة مئوية في يناير و 22 درجة مئوية في يوليو)، مع متوسط هطول الأمطار بين 400 ملم / سنة و 300 ملم / سنة، يتناقص من الغرب إلى الشرق. يبلغ معدل التبخر حوالي 1000 مم / سنة، وتتفاقم بفعل الرياح القوية والمتكررة، مما يؤدي إلى فترات طويلة من الجفاف في الصيف. الرياح الشمالية الغربية تسبب عواصف متكررة في الربيع والخريف. في المناطق الداخلية من الدلتا، يكون الطابع القاري للمناخ واضحًا جدًا.